# 조준웅
조준웅(趙俊雄, 1940년 10월 13일~)은 대한민국의 변호사이자 전직 검사이다. 서울대학교를 졸업했으며, 1970년 사법시험에 합격한 후 2001년까지 검사로 일했다. 조준웅은 진종채 전 2군사령관의 사위이기도 하다. 슬하에 1남 1녀를 두고 있다. 2006년부터 법무법인세광 대표변호사를 맡고 있다. 경남 함안 출신이다.

## 검사 시절
1959년 부산사범학교를 졸업하고 교사 생활을 하던 중 다시 서울대 법대에 입학해서 서른이 훌쩍 넘은 1970년 사시(12회)에 합격해 검찰에 입문했다. 최연장자인 그는 동기들보다 나이가 많게는 7~8세가 더 많았다. 주변 동기들에게 ‘폭탄주의 거성’으로 불릴 정도로 그는 말술의 술 실력을 자랑하는 호방한 성격으로 기억되고 있다. 전형적인 검찰 기질의 소유자라는 평이 그것이다.
서울지검 1차장검사 시절 전두환, 노태우 두 전직대통령  12ㆍ12, 5ㆍ18 사건 수사를 지휘하다 장인인 진종채 전2군사령관이 피소되었고,  육사 8기 출신의 진종채는 하나회 후배들의 비호 세력이었다. 자신의 장인이 수사 대상으로 부각되자 도중에 수사팀에서 중도하차해 부천지검장으로 물러났다.
1970년대 검사로 활동하던 당시 조준웅 검사로부터 수사를 받은 장상환 경상대 교수는 그를 가리켜 '박정희정권 유지에 맹렬한 사람이었다. 심지어 피의자들을 협박한 적도 있었다'고 인터뷰에서 밝혔다. 1993년 서울지검 공안1부장 때 12.12 군사반란사건 당시 주임검사를 맡았으며,
1995년 전두환, 노태우 전직대통령을 구속기소한 경력이 있다.
2001년 6월 인천지검장 재직중 '후배들에게 길을 터주겠다'며 스스로 사표를 제출하였으나 실제로는 신승남 검찰총장등 윗선에서 호남출신만 챙기는 내부분위기에 반발했기 때문이라는 말이 있다.

## 삼성 특검
2007년 12월 20일 삼성 특검의 특별검사로 임명되어 2008년 4월 18일까지 수사했으나, 삼성의 불법 상속에 면죄부를 주었다는 평가를 받는다. 조준웅 특검은 삼성화재 수사중단지시의혹을 받았다. 당시, 조준웅 특검의 수사중단 지시를 받고 강하게 반발했다는 A수사관은  "난 삼성화재 수사를 담당하지 않았다, 잘못 안 것이다. 수사가 끝나더라도 특검에 대해서 말할 수 없게 돼있다. 기소 결과를 보면 될 것"이라고 말했으나, A수사관은 '개인적 사정'을 이유로 2008년 4월 8일 특검팀에 사표를 냈다. 김용철 변호사는 '수사주체'가 '수사대상'을 두려워하는 사건이라고 정의하였다. 당시 조준웅 특검팀은 1199개의 차명 계좌와 324만주의 차명 주식 등 이건희 회장의 차명 재산 4조5000억원을 찾아냈지만, 이는 비자금이 아니라고 발표했다. 선대 회장인 이병철 회장에게 물려받은 삼성생명 주식이 불어난 개인 재산이라고 조준웅 특검은 밝혔다. 이 때문에 이건희 회장에겐 횡령이 아닌 조세포탈 혐의만 적용됐고, 이 회장이 삼성 특검의 최대 수혜자라는 평가도 나왔다.
진보신당은 삼성특검팀이 끝내 유전무죄를 넘어 삼성무죄의 각본으로, 삼성비리를 낱낱이 밝혀내길 바랐던 국민의 기대를 무참히 즈려밟는 것이고, '삼성특별검사' 가 아니라 '삼성특별변호사'였다는 불명예를 스스로 씻어내는데도 실패하는 것이라고 논평하였다.
2008년 4월 17일, 조준웅 특별검사는 삼성 비자금 의혹 사건의 수사 결과를 발표하면서 현행 특검제도의 문제점 등을 공개적으로 지적해 눈길을 끌었다.  이날 조 특검은 "특검 무용론이 또다시 고개를 들 텐데 어떻게 생각하느냐"는 기자의 질문에 "대답하는 것이 조금 부적절하긴 하지만 개인적 생각을 말하겠다. 현행 특검제도는 바람직하지 않다고 생각한다. 어떤 것을 수사 대상으로 삼아야 할지 정한 바가 아무것도 없다"고 말했다. 99일 동안 특검팀을 이끌어온 특별검사가 특검제도에 대해 비판적인 의견을 밝힌 것은 매우 이례적이다.

## 논란

### 삼성특검재판 중 JMS 총재 정명석 변호활동
삼성특검재판 진행 도중 여신도 5명을 성폭행한 혐의로 1심에서 징역 6년을 선고받은 JMS 총재 정명석의 변호인단에 합류하여 논란을 빚었다. 법무법인 '세광'의 대표변호사인 조 특검은 정씨에 대한 항소심 첫 공판이 열린 지난 7일 선임계를 제출했으며, 지난 23일 공판에는 법정에 직접 출석했고, 당시 이건희 전 삼성 회장에 대한 재판도 동시에 지휘하고 있었다. 삼성특검법은 재판기간 중 특검도 변호사 활동을 할 수 있도록 규정하고 있기 때문에 법적인 하자는 없다고 발언한 조 특검은 "비난을 받는 인물이라도 억울함이 없도록 도움을 주는 게 변호사의 본분"이라며 "정씨에 대한 검찰의 공소제기가 사실무근이라는 확신을 갖고 있다"고 말했다.

### 삼성면죄부판결 후 아들 삼성특채
2012년 8월 20일 한겨레신문을 통해,  2010년 1월 조준웅 변호사 아들 조 모 씨가 삼성전자 과장으로 입사한 것이 밝혀져 논란이 되었다. 조씨의 중국 삼성전자 과장 입사는 이건희 회장이 비자금 사건에 대해 특별사면을 받은 2009년 12월31일로부터 보름 만에 이뤄졌다. 삼성전자에 신입사원으로 입사해 과장으로 진급하기까지는 통상 8년이 걸림에도, 중국에서의 어학연수 외에 아무런 경력이 없는 아들 조 모 씨가 과장으로 특채된 사실이 있다. 조 변호사는 <한겨레>와의 전화통화에서 아들의 삼성전자 특혜 입사 의혹에 대해 "나한테 확인할 필요 없다”며 해명을 거절했다.
한겨레 보도와 관련해 애초 KBS가 먼저 단독 취재해놓고도 누락한 것으로 밝혀져 기자들이 거세게 반발하고 있다. KBS 기자협회는 2012년 8월 21일 발표한 성명에서 조준웅 특검의 특검활동 종료 이듬해(2010년)에 조 특검의 아들이 삼성전자에 과장급으로 입사한 사실을 KBS 보도국이 2012년 8월 초 단독으로 취재해 놓고도 방송에 내보내지 않았다며 “이선재 보도국장이 취재기자에게 특혜의 증거를 가지고 오라고 요구하며 계속 보도를 미뤘다고 한다”고 밝혔다.

#### 아들의 삼성전자 특혜의혹일지[11]
- 1998년 서울대학교 졸업 10여년간 사법시험을 준비하다 공익근무요원(2004~2006년)으로 병역을 마치고 2008년 말 중국 칭화대로 어학연수
- 2007년 12월 조준웅변호사, 삼성비자금 특검임명
- 2008년 1월 조준웅삼성비자금 특검 출범
- 2008년 4월 삼성특검수사결과발표 (이건희 차명재산 4조5000억원을 찾아냈지만, 이는 비자금이 아닌 선대에 물려받은 개인자산이라고 발표)
- 2008년 7월 삼성비자금재판 1심 선고   , 2008년 10월 삼성비자금재판 2심 선고
- 2008년 12월 조씨 사법시험 포기하고 중국칭화대로 어학연수
- 2009년 4월 중국삼성전자 유부장, 조씨에게 중국관련 번역,스크랩 서비스 등 시작
- 2009년 5월 삼성비자금 3심 선고
- 2009년 8월 조준웅특검과 삼성쪽 재상고 포기
- 2009년 12월 1-15일 삼성전자 경력사원 지원자 모집 (조씨 접수기간 종료 후 유상무의 요청으로 2010.1.6 지원서를 제출)
- 2009년 12월 17일 삼성전자 유부장, 상무 승진 (유석영 삼성 미래전략실 인사팀 상무)
- 2009년 12월 31일 이건희 삼성 회장 단독 특사. 유상무, 조씨에게 지원서 제출 요구
- 2010년 1월 6일 조씨, 지원서 제출 (삼성전자에 따르면, 조씨는 10년여의 사법시험 준비와 어학연수 1년 외에 인사·노무는 물론 기업 근무 경력이 없다)
- 2010년 1월 15일 조씨, 중국 삼성전자에 과장으로 입사
- 2012년 4월 조씨, 삼성전자 본사 인재개발센터 과장

#### 아들 삼성특혜입사, 19대 국회 국정감사예정
조준웅 아들 삼성 특혜입사, 19대 국회 국정감사서 다루어질 전망이다. 민주통합당은 조준웅 변호사와 삼성전자 원기찬 인사팀장(부사장), 유석영 삼성 미래전략실 인사팀 상무 등을 국감 증인으로 신청했다. 삼성 비자금 특검팀은 이건희 회장 등과 관련해 정관계 로비 의혹 등 대부분 핵심사안을 무혐의 처리한 터라, 삼성 특검과 조 변호사 아들의 과장 특혜 입사가 관련성이 있는 게 아니냐는 의혹을 사왔다. 이춘석 의원은 “삼성 비자금 특검의 아들이 삼성전자에 특혜입사를 했다면 특검 관련성 유무를 떠나 문제가 많은 것”이라며 “특권과 반칙이 통하는 사회를 바로잡기 위해 국정감사에서 이 문제를 다루려는 것"이라고 말했다.

### 부산저축은행 로비스트박태규와의 관련설 및 변호활동
부산저축은행 로비스트 박태규의 인맥을 총력 취재하는 과정에서 뜻밖에도 ‘삼성 특검’으로 유명한 조준웅 변호사의 이름이 거론되어 주목된다. 박씨는 부산저축은행이 삼성과 포스텍으로부터 1천억원을 증자받는 과정에서 주도적으로 역할을 한 것으로 알려졌다. 그런데 “여기에 조변호사도 관련이 있다”라는 것이다. 조변호사는 경남 함안 출신으로 박태규와 동향이며 동년배이다. 2011년 6월, 시사저널기자가 박태규 회장을 아는지 묻자 조 변호사는 답변을 거부했다.
한편, 박태규는 오랜기간 친분을 쌓아온 것으로 알려진 조준웅 법무법인 세광 대표변호사와 서울중앙지검 부장검사 출신인 조욱희 변호사를 변호인으로 선임했다.

## 경력
- 1959년 부산사범학교 졸업
- 1970년 사법시험 12회, 연수원 2기
- 1973년 검사 입문
- 대검찰청 공안2과장
- 부산지방검찰청 공안부장
- 대검찰청 공안기획담당관
- 서울지방검찰청 공안 1,2 부장
- 서울지방검찰청 1차장
- 서울지방검찰청 동부지청장
- 광주고검 차장검사
- 춘천지검장
- 광주지검장
- 인천지방검찰청 검사장(~2001년)
- 2006년~ 법무법인세광 대표변호사
- 2007년 12월 20일~2008년 4월 23일 삼성 특검 특별검사